# Фердинанд Альбрехт II Брауншвейг-Вольфенбюттельский
Фердинанд Альбрехт II Брауншвейг-Вольфенбюттельский (нем. Ferdinand Albrecht II. von Braunschweig-Wolfenbüttel; 29 мая 1680, Беверн — 13 сентября 1735, Зальцдалум, ныне в составе Вольфенбюттеля) — князь Брауншвейг-Вольфенбюттель-Бевернский, военный и государственный деятель, имперский генерал-фельдмаршал (21 мая 1734). Незадолго до смерти получил в наследство от своего тестя и двоюродного брата герцога Людвига Рудольфа Брауншвейг-Вольфенбюттельского всё княжество Брауншвейг-Вольфенбюттель и передал за это Беверн своему брату Эрнсту Фердинанду.

## Биография
Фердинанд Альбрехт — четвёртый сын Фердинанда Альбрехта I Брауншвейг-Бевернского (1636—1687) и Кристины Гессен-Эшвегской (1649—1702). Унаследовал Беверн в 1687 году после смерти отца.
Участвовал в Войне за испанское наследство в Швабии и Баварии.
В 1704 году в качестве императорского флигель-адъютанта присутствовал на встрече при Шелленберге, вскоре после этого получил звание генерал-адъютанта, а 1 октября 1707 года — генерал-фельдвахмистра (генерал-майора) и 29 января 1713 года — фельдмаршал-лейтенанта.
Под началом принца Евгения Фердинанд Альбрехт сражался против турок, был назначен начальником крепости Комарно и особо отличился при Петроварадине, осаде Тимишоары и при Белграде. С 18 мая 1716 года — фельдцейхмейстер. В 1717 года занимал должность рейхс-фельдцейхмейстера (должность начальника артиллерии имперской армии). 21 мая 1734 года назначен императором рейхсгенерал-фельдмаршалом (генералиссимусом, главнокомандующим имперскими войсками).
18 января 1723 года стал фельдмаршалом. Вёл переписку со своим племянником - российским императором Петром II.
После смерти своего тестя герцога Людвига Рудольфа Брауншвейг-Вольфенбюттельского 1 марта 1735 года оставил военную карьеру и стал новым герцогом Брауншвейг-Вольфенбюттельским, но вскоре умер.
Герцогство наследовал его старший сын Карл.

## Семья
В 1712 году Фердинанд Альбрехт женился на дочери Людвига Рудольфа Брауншвейг-Вольфенбюттельского Антуанетте Амалии. В браке родились:
- Карл I Брауншвейг-Вольфенбюттельский (1713—1780), герцог Брауншвейгский, женился на Филиппине Шарлотте Прусской
- Антон Ульрих Брауншвейгский (1714—1774) — отец российского императора Иоанна VI, российский генералиссимус (1740); отстранён от власти и заточён в крепость в ноябре 1741 года, где умер 33 года спустя
- Елизавета Кристина Брауншвейгская (1715—1797), в 1733 году вышла замуж за Фридриха Великого, короля Пруссии
- Людвиг Эрнст Брауншвейг-Люнебург-Бевернский (1718—1788) — в 1741 году короткое время был герцогом Курляндским, с 1750 года — императорский и нидерландский фельдмаршал, в 1759-66 годах опекун Вильгельма V Оранского и генерал-капитан Нидерландов
- Август (1719—1720)
- Фридерика (1719—1772)
- Фердинанд Брауншвейгский (1721—1792) — прусский генерал-фельдмаршал (1758), соратник Фридриха II Прусского
- Луиза Амалия Брауншвейг-Вольфенбюттельская (1722—1780), в 1742 году вышла замуж за Августа Вильгельма Прусского, мать короля Пруссии Фридриха Вильгельма II
- София Антония (1724—1802), в 1749 году вышла замуж за герцога Эрнста Фридриха Саксен-Кобург-Заальфельского
- Альбрехт (1725—1745), генерал-майор прусской армии
- Шарлотта (1726−1766)
- Тереза Брауншвейг-Вольфенбюттельская (1728—1778), аббатиса Гандерсгеймского монастыря
- Юлиана Мария Брауншвейг-Вольфенбюттельская (1729—1796), в 1752 году вышла замуж за короля Дании Фредерика V (1723—1766)
- Фридрих Вильгельм (1731—1732)
- Фридрих Франц Брауншвейг-Вольфенбюттельский (1732—1758), генерал-майор прусской армии